# Chaetodon vagabundus
Chaetodon vagabundus, conosciuto anche come pesce farfalla spigato, è un pesce d'acqua salata appartenente alla famiglia dei Chaetodontidae.

## Distribuzione e habitat
Vive nella regione Indopacifica dal Mar Rosso meridionale alle Isole Tuamotu. La sua presenza è segnalata lungo le coste dell'Africa orientale, Mar del Giappone e costa orientale australiana. Vive in prossimità delle formazioni madreporiche, in acque con temperatura tra i 24 e i 28 °C, prediligendo fondali poco profondi, lagune coralline, anche in prossimità di estuari di corsi d'acqua dolce. Si incontra fino a 30 m di profondità.

## Descrizione
Presenta corpo ovaloide, fortemente compresso ai fianchi. Il muso è allungato. La pinna dorsale copre tutto il dorso ed è formata da 13 spine.
La livrea è bianca e gialla nella zona caudale, percorsa da strisce nere diagonali. Due bande nere verticali percorrono la testa e la parte terminale e una la coda.

Può raggiungere i 23 cm di lunghezza.

## Comportamento
Vive da solo o in coppia ed è marcatamente territoriale e monogamo.

## Alimentazione
Si nutre essenzialmente di microfauna recifale, coralli, piccoli invertebrati e alghe filamentose.